# Combustion (roman)
Combustion (Point of Origin, dans l'édition originale en anglais) est un roman policier et thriller américain de Patricia Cornwell publié en 1998. C'est le neuvième roman de la série mettant en scène le personnage de Kay Scarpetta.

## Résumé
Kay Scarpetta pourchasse un serial killer qui brûle ses victimes. La psychopathe que Kay a fait arrêter dans La Séquence des corps s'est échappée.